# Jan P. Matuszyński
Jan Paweł Matuszyński (ur. 23 kwietnia 1984 w Katowicach) – polski reżyser filmów fabularnych i dokumentalnych.

## Życiorys
Jest synem Anny Adamus-Matuszyńskiej – wykładowczyni akademickiej i Jana Matuszyńskiego – dziennikarza. W 2010 ukończył kurs dokumentalny w Mistrzowskiej Szkole Reżyserii Filmowej Andrzeja Wajdy. Absolwent reżyserii Wydziału Radia i Telewizji Uniwersytetu Śląskiego (dyplom w 2012). Jest autorem pełnometrażowego filmu dokumentalnego Deep Love (2013), który otrzymał wiele nagród, m.in. na Krakowskim Festiwalu Filmowym i MFF w Moskwie. W 2016 wyreżyserował wielokrotnie nagradzany film Ostatnia rodzina, który był jego debiutem fabularnym. Jego kolejny film, Żeby nie było śladów (2021), został zakwalifikowany do konkursu głównego 78. edycji  Międzynarodowego Festiwalu Filmowego w Wenecji. Pokaz tego obrazu 9 września 2021 był równocześnie jego światową premierą. Na 46. Festiwalu Polskich Filmów Fabularnych w Gdyni twórcy filmu otrzymali Srebrne Lwy. W 2022 zasiadał w jury Nagrody im. Luigiego De Laurentiisa za najlepszy debiut reżyserski na 79. MFF w Wenecji.
Jest wykładowcą w Szkole Filmowej im. Krzysztofa Kieślowskiego Uniwersytetu Śląskiego w Katowicach. W 2019 uzyskał stopień doktora w dziedzinie sztuki.

## Filmografia
- 2010: Amisze znad Wisły (film dokumentalny)
- 2011: Niebo (film dokumentalny)
- 2012: Offline (film fabularny – krótkometrażowy)
- 2013: Deep Love (film dokumentalny)
- 2014: Kolaudacja (film dokumentalny)
- 2016: Ostatnia rodzina
- 2017: Wataha (serial TV, odc. 9–11)
- 2017: Druga szansa (serial TV, s. 4, odc. 5–13)
- 2020: Król (serial TV)
- 2021: Żeby nie było śladów
- 2021: Gadające głowy 2021 (film dokumentalny)
- 2023: Minghun
- 2024: Przesmyk

## Nagrody
- 2014: Nagroda Srebrny Jerzy na MFF w Moskwie  dla najlepszego filmu dokumentalnego Deep Love[10]
- 2016: Nagroda Złote Lwy na 41. FF w Gdyni dla najlepszego filmu Ostatnia rodzina[11]
- 2016: Paszport „Polityki” w kategorii „film” za debiutancki film fabularny Ostatnia rodzina[12]
- 2017: Orzeł (Polska Nagroda Filmowa) – nagroda dla Jana P. Matuszyńskiego w kategorii „odkrycie roku” (Ostatnia rodzina)[13]
- 2019: Nagroda im. Andrzeja Munka za Najlepszy Debiut Reżyserski dla Jana P. Matuszyńskiego za film Ostatnia rodzina[14]
- 2021: Nagroda Srebrne Lwy na 46. Festiwalu Polskich Filmów Fabularnych w Gdyni za film Żeby nie było śladów[6]